# Nelson G. Kraschel
Nelson George Kraschel (Macon, Illinois, 27 de octubre de 1889- 15 de marzo de 1957) fue un político estadounidense, miembro del Partido Republicano. Fue el 27º gobernador de Iowa desde 1937 hasta 1939.